# Kościół Świętej Urszuli Ledóchowskiej w Gdańsku
Kościół św. Urszuli Ledóchowskiej w Gdańsku - Chełmie – rzymskokatolicki kościół parafialny znajdujący się w Gdańsku w dzielnicy Chełm. Wchodzi w skład dekanatu Gdańsk - Łostowice należącego do archidiecezji gdańskiej.

## Historia
Źródło: 
- 1984 – podjęcie inicjatywy przez bp. Lecha Kaczmarka o powstaniu nowej parafii w dzielnicy Chełm.
- 17 marca 1985 – Tadeusz Gocłowski ustanowił parafię, której proboszczem mianował ks. Adama Kalinę, ówczesnego wikariusza w parafii św. Judy Tadeusza w Gdańsku.
- 12 maja 1985 – abp Gocłowski odprawił Mszę na placu, na którym miał powstać kościół i budynki parafialne. W czasie uroczystości dokonał poświęcenia placu i krzyża.
- 26 września 1985 – biskup pomocniczy Zygmunt Pawłowicz poświęcił kaplicę.
- 4 października 1986 – rozpoczęto betonowanie fundamentów kościoła. Architektami świątyni i domów parafialnych byli Szczepan Baum i Andrzej Kwieciński.
- 10 lutego 1988 – odbyła się peregrynacja kopii obrazu Matki Boskiej Częstochowskiej.
- 29 maja 1990 – podczas odpustu parafialnego poświęcono dzwony: Zbawiciel, bł. Urszula i św. Wojciech[2].
- 24 grudnia 1994 – pierwsza pasterka w górnym kościele.
- 28 maja 1995 – w ścianę kościoła wmurowano kamień węgielny z Bazyliki św. Piotra.
- 29 listopada 1996 – odbyło się poświęcenie wieży. Tego samego dnia zawieszono w niej dzwony.
- 16 września 1998 – poświęcono stacje Drogi Krzyżowej.
- 25 września 2010  – konsekracja kościoła. Dokonał jej arcybiskup Sławoj Leszek Głódź.